# コスタ・ブラバ〜思い出のバルセロナ
『コスタ・ブラバ〜思い出のバルセロナ』 （ 原題： Costa Brava ）は、1995年に製作されたスペイン映画。
日本では、1996年（第5回）東京国際レズビアン&ゲイ映画祭にて上映された。

## キャスト
- モンセラト：デシ・デル・バジェ
- アンナ：マルタ・バレット・コール
- マルタ
- デーン：ラモン・マリ